# Andriejus Stančikas
Andriejus Stančikas (* 30. November 1961 in Pučkoriai, Rajongemeinde Plungė) ist ein litauischer Politiker. Von 2016 bis war er Mitglied des 12. Seimas.

## Leben
1981 absolvierte Stančikas das Agrartechnikum in Rietavas als Techniker und Mechaniker sowie 1986 das Diplomstudium als Elektroingenieur an der Lietuvos žemės ūkio akademija bei Kaunas. Er arbeitete als Landbauer und ab 2000 als Leiter der Kooperative „Pieno gėlė“. Von 2011 bis zum 8. November 2016 leitete Stančikas die Landwirtschaftskammer der Republik Litauen. Von 2000 bis 2015 war er Mitglied im Rat Plungė.
Stančikas ist Mitglied von LVŽS. Davor war er Mitglied von Lietuvos valstiečių partija, Valstiečių ir Naujosios demokratijos partijų sąjunga und Lietuvos valstiečių liaudininkų sąjunga narys.

## Familie
Stančikas ist verheiratet. Mit seiner Frau Sigutė hat er elf Kinder (Skaistė, Marijus, Martynas, Tomas, Laimonas, Ieva, Simonas, Gabrielė, Monika, Šarūnas, Sigitas-Andrius).